# Mammuthus creticus
El mamut enano de Creta (Mammuthus creticus) es una especie extinta de mamut enano que vivió en la isla de Creta durante el Pleistoceno, en el evento de extinción masiva del Cuaternario. Es la especie de mamut de menor tamaño conocida.
Tras una investigación sobre ADN, publicada en 2006, se había propuesto renombrar a Elephas (Palaeoloxodon) creticus como Mammuthus creticus (Bate, 1907). Otros propusieron (en 2002) renombrar a todos los especímenes descritos de gran tamaño bajo el nuevo nombre se subespecie Elephas antiquus creutzburgi (Kuss, 1965). En un estudio de 2007, se contrargumentó sobre la falta de fundamento de la teoría de Poulakakis et al. en 2006, mostrando los puntos débiles de la investigación con ADN. Sin embargo, los datos morfológicos presentados son menos equívocos, y pueden apoyar también la clasificación en Mammuthus.

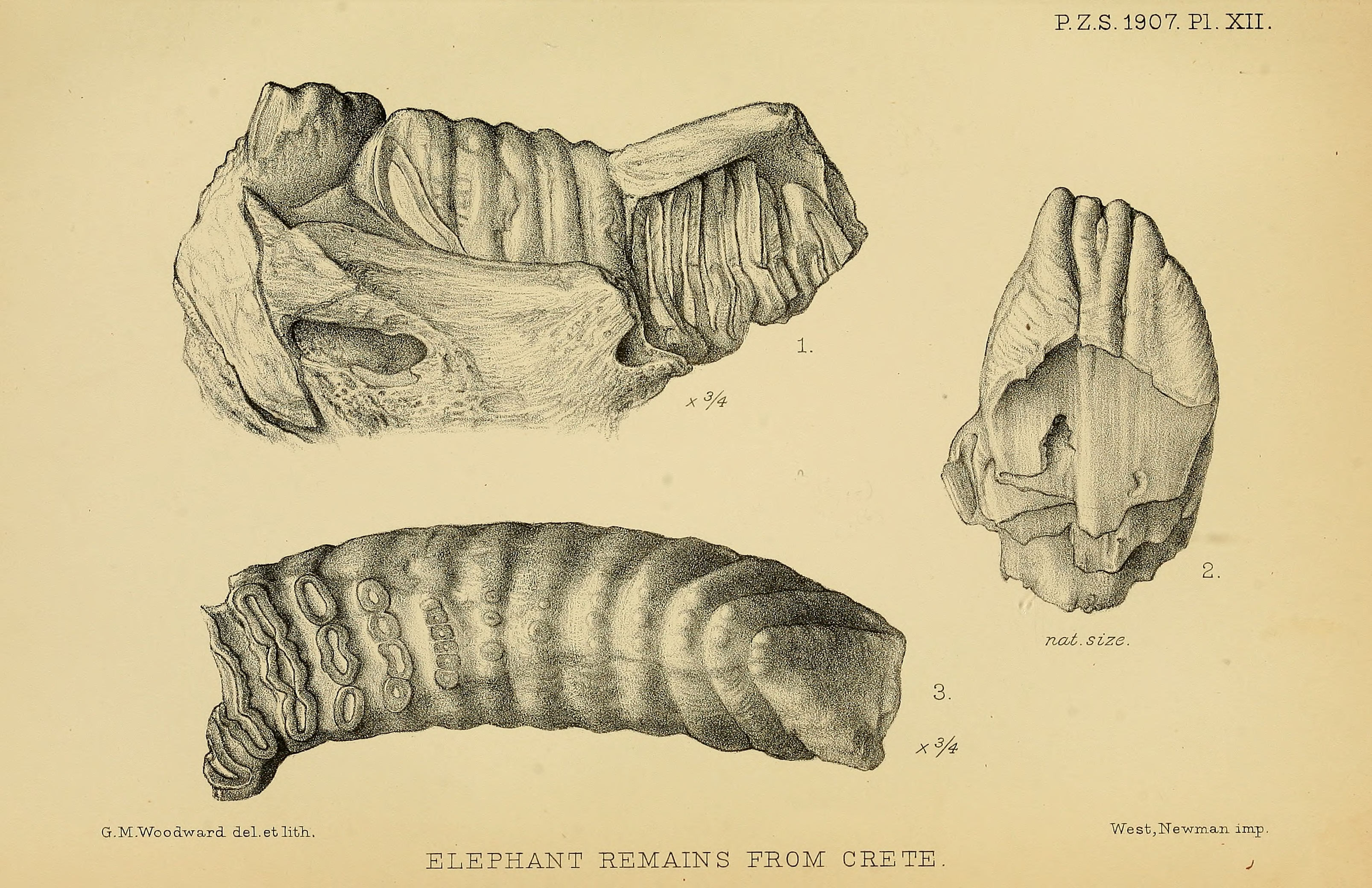
Dientes